# Wersja ostateczna
Wersja ostateczna (oryg. The Final Cut) – film z 2004 roku w reżyserii Omara Naima.

## Opis fabuły
Implant Zoë wszczepiany do mózgu nienarodzonego jeszcze dziecka rejestruje i zapamiętuje wszystko co się dzieje podczas całego życia, po to, żeby po śmierci można było je pociąć i zredukować do wspomnień. Alan Hakman (Robin Williams) jest najlepszym w tej branży. Jego zdolność do wymazywania poczucia winy swoich często skorumpowanych klientów, wyniosła go na szczyty. Alan wierzy, że jego praca daje mu możliwość uzyskiwania przebaczenia za grzechy zmarłych ludzi. Życie Alana Hakmana zmienia się nagle, kiedy podczas redukcji wspomnień wysoko postawionego oficera Zoe Tech, odkrywa przypadkiem przykre wspomnienie z dzieciństwa, które prześladowało go przez całe życie. To odkrycie prowadzi go do intensywnych poszukiwań prawdy i odkupienia. Co pozostaje we wspomnieniach, zależy od nas samych, ale to w niedalekiej przyszłości może się zmienić. Ktoś, na przykład wymyśli sposób elektronicznej rejestracji wspomnień za pomocą maleńkiego implantu wszczepionego do mózgu noworodkom. A wtedy nasze wspomnienia, a raczej to, co z naszego życia będą wybierać inni, zależeć będzie od "wycinacza" – montażysty wspomnień w tę rolę wciela się Robin Williams.

## Obsada
- Robin Williams – Alan W. Hakman
- Mira Sorvino – Delila
- James Caviezel – Fletcher
- Mimi Kuzyk – Thelma
- Thom Bishops – Hasan
- Brendan Fletcher – Michael